# Бжоза (Пйотрковський повіт)
Бжоза (пол. Brzoza) — село в Польщі, у гміні Ґрабиця Пйотрковського повіту Лодзинського воєводства.
Населення — 184 особи (2011).
У 1975—1998 роках село належало до Пйотрковського воєводства.

## Демографія
Демографічна структура станом на 31 березня 2011 року:
|          | Загалом | Допрацездатний вік | Працездатний вік | Постпрацездатний вік |
| -------- | ------- | ------------------ | ---------------- | -------------------- |
| Чоловіки | 89      | 20                 | 62               | 7                    |
| Жінки    | 95      | 20                 | 62               | 13                   |
| Разом    | 184     | 40                 | 124              | 20                   |